# Феминистичка теорија
Феминистичка теорија је проширење феминизма на поље теоријског, односно филозофског дискурса. Њен циљ је разумевање природе родне неравноправности. Проучава друштвене улоге жена, њихова искуства, интересе, те феминистичку политику и приступе у различитим областима као што су антропологија и социологија, комуникације, психоанализа, економија, књижевности, образовање, те филозофија.
Феминистичка теорија је усмерена ка анализи родне неравноправности. Теме које истражује феминизам укључују дискриминацију, објектификацију (нарочито сексуалну објектификацију), опресију, патријархат, стереотипизацију, историју уметности, савремену уметност и естетику.

## Историја феминистичке теорије
Историјски гледано, феминистичка теорија развила се као последица феминистичког активизма који је прошао кроз „таласе“ колективне мобилизације.
Класични корени савремене феминистичке теорије налазе се у првом таласу феминистичког активизма (отприлике између 1848. и 1920. године) који је био усмерен на борбу жена за право гласа и учешће у политичком процесу. Савремена феминистичка теорија јавља се након другог таласа активизма (1960—1990) који је био усмерен на то да се основна политичка права употребе да би се жене економски и социјално изједначиле са мушкарцима. Борба се наставља с трећим таласом активизма који је отпочео 1990. године и траје све до данас.

## Основна теоријска питања
Савремена феминистичка теорија започиње наизглед једноставним питањем: Шта ћемо са женама?
То се може исказати и на следећи начин:
- Где се, у ситуацији која се овде истражује, налазе жене?
- Ако нису присутне, зашто нису?
- Ако јесу присутне, шта оне заправо раде?
- Како оне доживљавају ситуацију која се истражује?
- Који је њихов допринос томе о чему пишемо?
- Шта то значи за њих?[12]

Четрдесет година непрекидног постављања тог питања довело је до неких општих закључака. Жене су присутне у највећем броју друштвених ситуација. Ако их негде нема, разлог није у томе што оне за то нису способне или зато што немају интереса да ту буду, већ у томе што постоји намера да се оне одатле искључе. Тамо где су присутне, жене играју улоге које се прилично разликују од оних у којима их већина људи замишља (на пример, као пасивне супруге или мајке). Заиста, као супруге и мајке, али обављајући и читав низ других улога жене су, заједно са мушкарцима, активно стварале велики број ситуација које социолози данас истражују. Међутим, иако су жене биле активно присутне у највећем броју друштвених ситуација, научници, јавност и друштвени актери, како мушки, тако и женски, често су били слепи за њихово присуство. Осим тога, женске улоге у највећем броју ситуација, иако од суштинске важности, разликовале су се од мушких улога — женске улоге биле су мање привилеговане и биле су подређене мушким улогама. Њихова невидљивост само је један од показатеља неједнакости између мушкараца и жена.
Друго основно питање феминизма гласи: Зашто је онда све тако како јесте? Прво питање изискује опис друштва; друго питање захтева објашњење тог друштва. Опис и објашњење друштва два су лица било које социолошке теорије. Покушаји феминизма да одговори на та питања довели су до теорије која је од универзалног значаја за социологију.
Феминисткиње постављају и треће питање: како можемо променити и унапредити друштво тако да оно буде праведно за све људе? Та приврженост друштвеној трансформацији у интересу правде посебна је карактеристика критичке социјалне теорије. Осим у феминизму, њу налазимо још у марксизму, неомарксизму, друштвеним теоријама које настају под утицајем теоретичара који припадају расним и етничким мањинама и теоретичарима из постколонијалних друштава. Будући да феминистичке теоретичарке прихватају критичку теорију оне се питају како њихов рад може да унапреди животе људи које оне проучавају.
Пошто се круг феминиста и феминисткиња који истражују наведена питања све више ширио и укључивао све већи број људи из различитих дисциплина (како из САД, тако и из других делова света), феминистичка теорија поставила је и четврто питање: Шта ћемо са разликама међу женама? Истраживање тог питања водило је до општег закључка да се невидљивост, неједнакост и разлика у улогама у односу на мушкарце, које начелно карактеришу животе жена, налазе под великим утицајем положаја жене у друштву, положаја који се дефинише класом, расом, старосним добом, емотивним преференцијама, брачним статусом, религијом, етницитетом и глобалним положајем.
Али, феминистичка теорија не бави се само женама. Феминисткиње су, покушавајући да одговоре на основна питања феминистичке теорије, створиле универзално примењиву теорију социјалног живота која може да се пореди с Марксовом револуционарном мисли. Карл Маркс је пре више од једног века тврдио да знање, за које људи верују да представља апсолутне и универзалне исказе о истини и друштву, заправо није ништа друго до одраз искуства оних који економски и политички управљају друштвом. Он је тврдио још и то да је могуће гледати на свет са становишта радника који је економски и политички подређен. Основна теоријска питања феминизма данас воде до сличног радикалног преокрета у разумевању света: оно што се прихвата као универзално и апсолутно знање, заправо је знање које је изведено из искуства моћних слојева друштва, то јест мушкараца као господара. То знање може да се релативизује ако се вратимо на становиште жене која је кроз историју заузимала увек подређену али неопходну улогу помоћу које се стварало и одржавало друштво у коме живимо.
Феминизам на један радикалан начин доводи у питање етаблирани систем знања, супротстављајући му женско разумевање реалности. На тај начин, феминизам не само да релативизује етаблирано знање, већ га такође деконструише, указујући на његову мушку пристрасност и родну политику која га уобличује из које оно црпи своје основне постулате. Међутим, у последње две деценије, феминизам је сам, из сопственог теоретског оквира, постао предмет релативизовања и деконструкционистичких притисака. Обојене жене, жене у постколонијалним друштвима, жене које припадају радничкој класи и лезбејке почеле су да се супротстављају белој привилегованој класи хетеросексуалних водећих феминисткиња. Те жене тврде да не постоји само једно јединствено женско становиште и један систем знања, већ да постоји више њих. Друга деконструкционистичка струја унутар феминизма долази из нарастајуће постмодернистичке литературе која поставља питање о роду као неиздиференцираном концепту и индивидуалном сопству као стабилној позицији свести и личности из којих се род и свет могу искусити.

## Савремене феминистичке теорије
Различите варијанте феминистичке теорије нуде различите одговоре на питање: „Шта ћемо са женама?“. У овом делу чланка ће бити изложена типологија феминистичких теорија које су произашле из одговора на то питање. Постоје четири главна одговора:
1. Положај жена и њихово искуство, у највећем броју ситуација разликују се од положаја и искуства мушкараца у истим ситуацијама.[14]
2. Положај жена у највећем броју ситуација не само да је различит, већ је такође мање привилегован или неједнак положају мушкараца.[14]
3. Положај жена треба да се разуме као директна последица односа моћи мушкарца и жене. Жене су угњетаване: другим речима, оне су спутане, подређене, учаурене и искоришћаване од стране мушкараца.[14]
4. Женско искуство разлике, неједнакости и угњетавања разликује се у зависности од њиховог општег положаја унутар друштвеног уређења, структуралног угњетавања или вектора угњетавања и привилегија у које спадају класа, раса, етницитет, старосно доба, емотивне преференције, брачни статус и глобални положај.[15]

Ови начелни одговори могу даље да се разложе у зависности од одговора на друго основно питање феминистичке теорије: „Зашто је све тако како јесте?“ (види табелу испод).

### Преглед варијаната феминистичке теорије[15]
|                         | Основне варијанте феминистичке теорије — одговори на дескриптивно питање: Шта ћемо са женама?                                         | Дистинкције унутар теорија — одговори на експланаторно питање: Зашто је позиција жене таква каква јесте?                 |
| ----------------------- | --- | --- |
| РОДНЕ РАЗЛИКЕ           | Положај жена и њихово искуство, у највећем броју ситуација разликују се од положаја и искуства мушкараца у истим ситуацијама.         | - Културни феминизам - Биолошки феминизам - Институционални феминизам - Интерактивни феминизам - Феноменолошки феминизам |
| РОДНЕ НЕЈЕДНАКОСТИ      | Положај жена у највећем броју ситуација не само да је различит, већ је, такође, мање привилегован или неједнак положају мушакраца.    | - Либерални феминизам |
| РОДНО УГЊЕТАВАЊЕ        | Жене су угњетаване: другим речима, оне су спутане, подређене, учаурене и искоришћаване од стране мушкараца.                           | - Психоаналитички феминизам - Радикални феминизам                                                                        |
| СТРУКТУРАЛНО УГЊЕТАВАЊЕ | Женско искуство разлике, неједнакости и угњетености разликује се с обзиром на положај жене унутар капитализма, патријахата и расизма. | - Социјалистички феминизам - Теорија интерсекционалности                                                                 |